# 克丽丝泰勒·莫朗赛
克丽丝泰勒·莫朗赛（法語：Christelle Morançais，法語發音：[kʁistɛl mɔʁɑ̃sɛ]；1975年1月28日—），法国政治人物，地平线党党员，自2017年起担任卢瓦尔河地区大区议会主席。

## 早年生涯
克丽丝泰勒·莫朗赛于1975年1月28日出生于法国勒芒，在那里度过了学生生涯。2009年，她与丈夫共同创立了房地产公司MegAgence。

## 政治生涯
莫朗赛于2002年加入人民運動聯盟，2015年随人民运动联盟变更加入共和黨。2018年，莫朗赛被任命为共和党主席洛朗·沃基耶的影子内阁成员。2019年，莫朗赛被任命为共和党副主席。
2021年12月，莫朗赛成为2022年法国总统选举共和党候选人瓦莱丽·佩克雷斯的六位发言人之一。佩克雷斯退出竞选后，莫朗赛转而支持埃马纽埃尔·马克龙。
2022年9月2日，莫朗赛宣布离开共和党。2024年2月11日，莫朗赛宣布加入地平线党。